# Communauté de communes du Donezan
La communauté de communes du Donezan est une ancienne communauté de communes française, située dans le département de l'Ariège et la région Occitanie. Créée en 2003, elle a fusionné au 1er janvier 2017 avec les intercommunalités d'Auzat-Vicdessos et des Vallées d’Ax pour former la Communauté de communes de la Haute-Ariège.

## Composition
À sa disparition, la communauté de communes regroupait 7 communes :
| Nom            | Code Insee | Gentilé      | Superficie (km2) | Population (dernière pop. légale) | Densité (hab./km2) |
| -------------- | ---------- | ------------ | ---------------- | --------------------------------- | ------------------ |
| Le Pla (siège) | 09230      | Pléens       | 12,97            | 55 (2014)                         | 4,2                |
| Artigues       | 09020      | Artiguais    | 12,43            | 52 (2014)                         | 4,2                |
| Carcanières    | 09078      | Carcanièrois | 6,50             | 80 (2014)                         | 12                 |
| Mijanès        | 09193      | Mijanésiens  | 39,95            | 62 (2014)                         | 1,6                |
| Le Puch        | 09237      | Puchéens     | 2,89             | 34 (2014)                         | 12                 |
| Quérigut       | 09239      | Quérigutéens | 36,40            | 139 (2014)                        | 3,8                |
| Rouze          | 09252      | Rouzéens     | 9,51             | 85 (2014)                         | 8,9                |

## Sources
- portail des communes de l'Ariège
- le splaf
- la base aspic